# 卡哈茲 (塔拉迪加縣)
卡哈茲（英語：Kahatchie）是一個位於美國阿拉巴馬州塔拉迪加縣的非建制地區。該地的面積和人口皆未知。

## 地理
卡哈茲的座標為33°12′08″N 86°24′30″W / 33.20222°N 86.40833°W，而該地的平均海拔高度為151米（即495英尺）。